# Sampson flow
Als Sampson flow, nach Ralph Allen Sampson, wird in der englischsprachigen Literatur die Strömung eines Newtonschen Fluids durch eine kreisrunde Öffnung in einer dünnen Platte bei niedrigen Reynolds-Zahlen bezeichnet.
Die Stärke des Volumenstroms berechnet sich nach:
{\displaystyle {\frac {\mathrm {d} V}{\mathrm {d} t}}={\frac {\Delta pR^{3}}{3\eta }}}
Dabei ist
- {\displaystyle \mathrm {d} V/\mathrm {d} t} der Volumenstrom durch die Öffnung,
- {\displaystyle \Delta p} der Druckabfall über die Platte,
- {\displaystyle R} der Radius der Öffnung und
- {\displaystyle \eta } die dynamische Viskosität des Fluids.

Diese Beziehung wurde 1891 von Sampson in seinem Aufsatz „On Stokes’s Current Function“ veröffentlicht und 1949 von R. Roscoe in seinem Aufsatz „The flow of viscous fluids round plane obstacles“ erneut hergeleitet und um einen Rechenfehler korrigiert.
Der Strömungswiderstand einer Strömung durch einen Zylinder der Länge {\displaystyle L} wird durch die Hagen-Poiseuille-Gleichung beschrieben. Diese berücksichtigt den Strömungswiderstand aufgrund des Ein- und Ausströmens an den Zylinderenden nicht. In guter Näherung kann man diesen Strömungswiderstand aufgrund des Ein- und Ausströmens in einen geraden Zylinder dadurch berücksichtigen,  dass man zum Strömungswiderstand nach Hagen-Poiseuille den Strömungswiderstand gemäß oben aufgeführter Gleichung addiert.
{\displaystyle {\frac {\mathrm {d} V}{\mathrm {d} t}}=\left({\frac {3}{R^{3}}}+{\frac {8L}{\pi R^{4}}}\right)^{-1}{\frac {\Delta p}{\eta }}}